# Sankt Kristoffer
Skt. Kristoffer er en katolsk martyr og skytshelgen for blandt andet de vejfarende. Han fejres den 25. juli.
Navnet Kristoffer kommer af det oldgræske navn Χριστόφορος (Christóphoros), som betyder "bærende Kristus" – sammensat af ordene Χριστός (Christós) og φέρω (phéro) "at bære, at løfte". Navnet henviser til en myte om, at denne helgen skulle have båret Jesusbarnet over en flod. Sankt Kristoffer afbildedes derfor som regel med Jesusbarnet siddende på sin skulder.